# Maxmilián Ondřej z Ditrichštejna
Maxmilián III. Ondřej hrabě z Ditrichštejna, také z Dietrichsteinu (německy Maximilian Andreas von Dietrichstein; 14. dubna 1638 – 4. prosince 1692 Praha) byl moravský šlechtic z knížecího rodu Ditrichštejnů. Působil v úřadu císařského komorníka.

## Život
Narodil se jako jedenácté dítě a čtvrtý (třetí přeživší) syn Maxmiliána, 2. knížete z Ditrichštejna a Mikulova, a jeho první manželky Anny Marie, dcery knížete Karla I. z Lichtenštejna.  
Maxmilián Ondřej z Ditrichštejna měl deset sourozenců
- 1. Marianna Cecílie (1619–?)
- 2. Anna Františka (1621–1685), sňatek 1647, Walter hrabě Leslie (1605–1667), polní maršál
- 3. Marie Eleonora (1623–1687), 1. sňatek 1646 Lev Vilém hrabě z Kounic (1614–1655), nejvyšší zemský sudí na Moravě, 2. sňatek 1663 Bedřich hrabě z Oppersdorffu († 1699), nejvyšší komorník na Moravě
- 4. František Antonín
- 5. Johanna Beatrix (1625–1676), sňatek 1644 Karel Eusebius kníže z Lichtenštejna (1611–1684)
- 6. Marie Klára (1626–1667), sňatek 1650 Jan Bedřich hrabě z Trauttmansdorffu (1619–1696), nejvyšší komorník Českého království
- 7. Ferdinand Josef (1636–1698), císařský nejvyšší hofmistr, sňatek 1656 Marie Alžběta hraběnka z Eggenbergu (1640–1715)
- 8. Marie Margareta Josefa (1637–1676), sňatek 1657 Raimund kníže Montecuccoli (1609–1680), polní maršál, prezident dvorské válečné rady
- 9. Marie Terezie (1639–1658), sňatek 1654 Karel Adam hrabě z Mansfeldu (1629–1662)
- 10. Karel (1639–?)

Maxmilián Ondřej byl vychováván spolu se starším bratrem Ferdinandem, první fázi vzdělání absolvovali od roku 1643 na jezuitské koleji ve Štýrském Hradci. V roce 1649 byli vysláni na kavalírskou cestu po Evropě. Mladí šlechtici byli na studijní pobyty v zahraničí posílání zpravidla až ve vyšším věku, zatímco Maxmiliánovi bylo jedenáct let. Bývá to vysvětlováno tím, že stárnoucí otec chtěl svým synům zajistit postavení u císařského dvora ještě za svého života a Maxmilián tak odjel společně se starším bratrem. Odcestovali do Belgie, kde se nechali zapsat na univerzitě v Lovani ke studiu francouzštiny, práva a historie. První polovinu roku 1650 strávili u místodržitelského dvora arcivévody Leopolda Viléma v Bruselu, navštívili také další města v Belgii a Nizozemí (Antverpy, Bruggy, Amsterdam, Rotterdam, Haag). Rok a půl pobývali v Paříži (duben 1650 až srpen 1651), kde se zdokonalovali v matematice, šermu a tanci. Přes Francii a Švýcarsko se následně přesunuli do Itálie, kde strávili také rok a půl. Žili převážně v Římě, ale seznamovali se také s architekturou a uměleckými sbírkami v dalších italských městech (Lucca, Pisa, Siena). Pobyt v Itálii ukončili v prosinci 1652 a v lednu 1653 se vrátili na hlavní rodové sídlo v Mikulově.

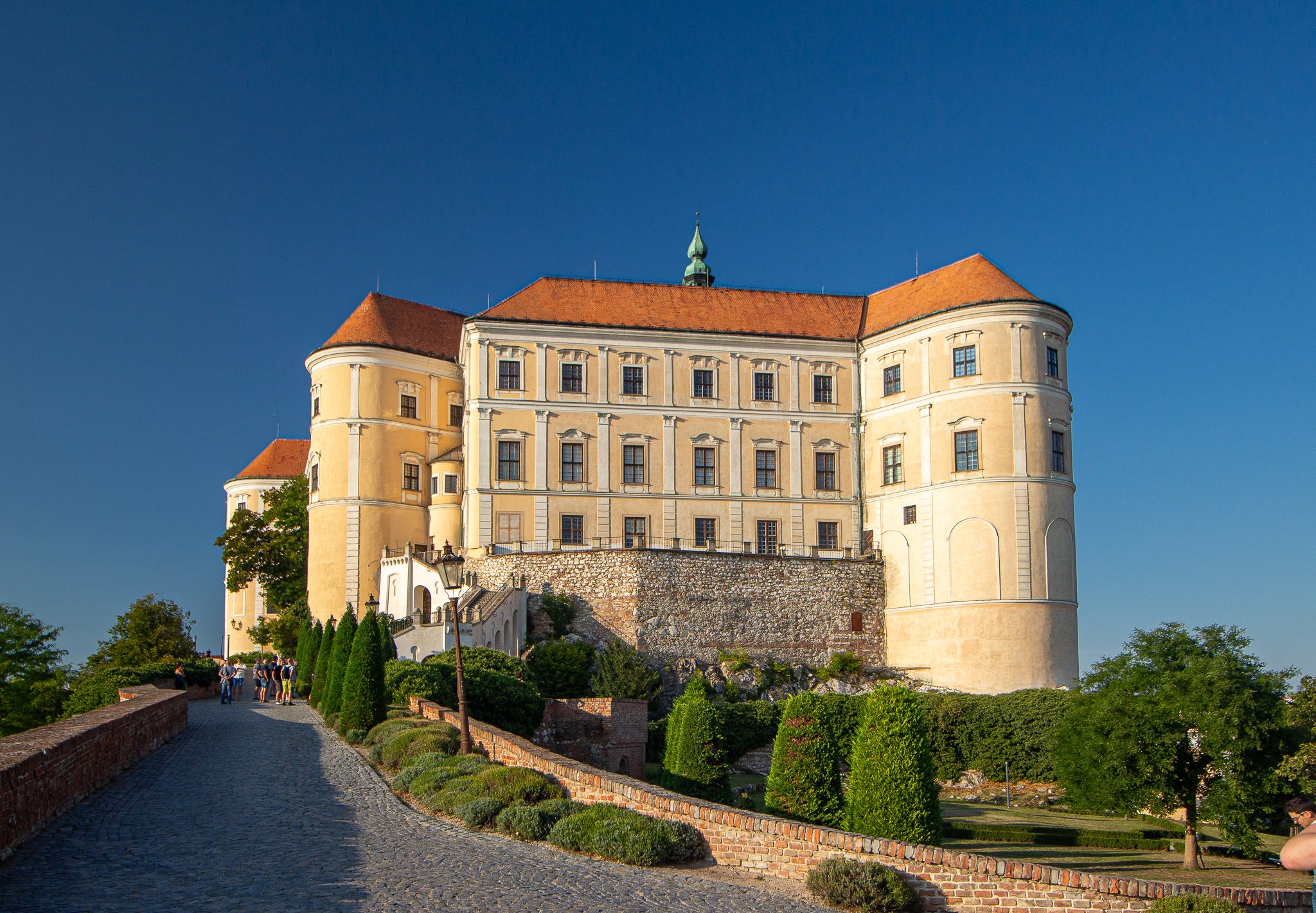
Mikulovský zámek

Mezi bratry Ferdinandem a Maxmiliánem panoval dlouhodobě velmi blízký sourozenecký vztah umocněný jejich společným studiem a čtyřletým pobytem v zahraničí. Až po úmrtí otce Maxmiliána (1655) se jejich cesty rozdělily, Ferdinand jako starší syn zdědil rodový majetek na Moravě, kde zároveň začal zastávat úřad nejvyššího zemského komorníka. Maxmilián Ondřej naopak zamířil do Vídně, kde získal úřad císařského komořího (1654) a v roce 1660 byl přidělen ke dvoru císařovny-vdovy Eleonory Magdaleny. Na základě primogenitury byl kníže Ferdinand výhradním dědicem rodových statků, ale z jejich výnosů vyplácel od roku 1657 mladšímu bratrovi Maxmiliánovi roční apanáž 60.000 zlatých. Ačkoliv to byla vysoká částka, Maxmiliánovi brzy přestala postačovat, protože svůj pobyt u císařského dvora pojal ve velkorysém stylu a během několika málo let se vysoce zadlužil. Po bratru Ferdinandovi požadoval vyrovnání svých dluhů, ten to ale odmítl a snažil se Maxmiliána usadit k méně nákladnému životu v Mikulově. Finanční spor nakonec vyústil v doživotní odcizení doložené korespondencí i z mnohem pozdější doby. Maxmilián Ondřej po uzavření sňatku pobýval řadu let v Belgii a později se usadil v Praze, kde využíval pohostinství svých švagrů knížete Karla Eusebia z Lichtenštejna a hraběte Jana Bedřicha z Trauttmansdorffu.

### Manželství a potomstvo
Podle rodinné korespondence dochované v rodovém archivu Ditrichštejnů v Moravském zemském archivu v Brně navázal v roce 1660 poměr s vysoce postavenou šlechtičnou neznámého jména. V době finančního sporu se starším bratrem Ferdinandem se nakonec 18. ledna 1663 proti vůli rodiny oženil v Bruselu Marií Justinou ze Schwarzenbergu (20. února 1647 – 21. dubna 1696), dcerou Edmunda III. ze Schwarzenbergu z mladší a méně významné linie rodu Schwarzenbergů. Rodina vlastnila statky v Belgii, kde se manželé po svatbě trvale usadili. Manželé měli dvanáct dětí, z nichž pouze pět se dožilo dospělosti:
- 1. Terezie Anna (2. února 1668 – asi 1668)
- 2. Adrian Karel (31. srpna 1670 – 1722?)
- 3. dcera (*/† asi v červenci 1671)
- 4. Helena Regina (18. srpna 1672 – 13. března 1674)
- 5. Eleonora Barbora (12. června 1674 – únor 1679)
- 6. Michael Bedřich (15. října 1676 – 3. září 1678)
- 7. Emilián Baltazar Jan Vavřinec (8. srpna 1678 – 15. června 1756), od roku 1719 ženatý s baronkou Johanou Barborou z Regalu, bezdětný.
- 8. Julián Vilém (23. května 1680 – 5. března 1713/15)
- 9. Ambrož Ferdinand František Xaver (7. prosince 1682 – 1734), jezuita, kanovník metropolitní kapituly v Olomouci
- 10. Inocenc Simbert (13. října 1684 – zřejmě 7. února 1707)
- 11. Jan Mořic Felix (narozen a zemřel 24. října 1685)
- 12. Ondřej Jakub (27. května 1689 – 5. ledna 1753), kníže-arcibiskup salcburský (10. září 1747)